# إيست لين (فلم)
إيست لين (بالإنجليزية: East Lynne) هو فيلم تم إنتاجه في الولايات المتحدة وصدر في سنة 1931. الفيلم من إخراج فرانك ليود.

## ترشيحات وجوائز
| السنة | الحدث  | الفئة     | النتيجة |
| ----- | ------ | --------- | ------- |
| 1931  | أوسكار | أفضل فيلم | ترشـيـح |

## روابط خارجية
- مقالات تستعمل روابط فنية بلا صلة مع ويكي بيانات